# Siegmund Goldhammer
Siegmund Goldhammer (* 8. März 1932 in Bielen) ist ein deutscher Komponist und Dirigent.

## Biografie
Goldhammer wurde 1932 in Bielen bei Nordhausen im heutigen Thüringen geboren. Während seiner Kindheit erhielt er Klavierunterricht. Er erlebte den Bombenangriff auf Nordhausen am 4. April 1945.
Seine weitere musikalische Ausbildung erhielt er zwischen 1949 und 1952 an den Berufsfachschulen für Musik in Sangerhausen, Eisleben, Hettstedt und Weimar in den Fächern Trompete, Kontrabass und Klavier. Von 1952 bis 1962 arbeitete er als Orchestermusiker.
Von 1962 bis 1967 studierte er an der Hochschule für Musik „Hanns Eisler“ Berlin Komposition bei Wolfram Heicking und Günter Kochan sowie Dirigieren bei Heinz Fricke und Willy Niepold.
Nach dem Studium leitete er einige Jahre das Orchester des Wachregiments „Feliks Dzierzynski“ des Ministeriums für Staatssicherheit der DDR. Mit diesem Ensemble produzierte er neben symphonischer Blasmusik im Rundfunk der DDR nahezu alle Nationalhymnen in eigener Instrumentation, von denen eine Auswahl in der Schallplattenreihe „Hymnen der Welt“ beim ETERNA-Label des VEB Deutsche Schallplatten Berlin erschien.
1975 wurde er zum Musikdirektor ernannt, 1981 schied er vorzeitig und offiziell aus gesundheitlichen Gründen aus diesem Dienstverhältnis aus. Bis zur politischen Wende wurde er daraufhin vom MfS observiert.
Seit 1982 arbeitet er als freischaffender Komponist und Arrangeur.
Ab 1982 hatte er einen Lehrauftrag für Dirigieren an der Hochschule für Musik „Hanns Eisler“ Berlin inne. Daneben leitete er bis 1990 die „Zentrale Arbeitsgemeinschaft Blasmusik“ am Zentralhaus für Kulturarbeit der DDR in Leipzig.
Von 1990 bis 2001 war er Mitglied des Borgsdorfer Kreises, einer Komponisten-Vereinigung, die sich für die Förderung konzertanter Blasmusik einsetzt. Seit 1990 ist Siegmund Goldhammer Mitglied des Deutschen Komponistenverbandes.

## Werke
Goldhammers Schaffensschwerpunkt liegt in der Orchestermusik und dort besonders
im bläsersymphonischen Bereich. Angewandte Musik, Unterhaltungskompositionen sowie
kammermusikalische Werke säumen den Werkkatalog.

### Orchesterwerke
- Tanzszenen für Orchester (1965)
- Konzertante Ouvertüre für Bläser, Pauken und Schlagzeug (1969)
- Sinfonischer Marsch für Blasorchester (1972)
- Tänzerische Episoden für Blasorchester (1973)
- Rhapsodie für Blasorchester unter Verwendung historischer Lieder (1974)
- Konzert für sinfonisches Blasorchester (1975)
- Rhythmische Ouvertüre für Bläser, Pauken und Schlagzeug (1976)
- Sinfonie für Blasorchester (1978)
- Rhapsodie’80 für Blasorchester (1980)
- Thüringer Fantasie für Blasorchester (1983)
- Hymnus für Orchester [auch für Blasorchester] (1984)
- Rhapsodie „Reiseimpressionen“ für Blasorchester (1985)
- “Rapsodia Drammatica” für Blasorchester (1989)
- Barock-Suite für Orchester nach Themen von Georg Friedrich Händel [auch für Blasorchester] (1992)
- Thema und Variationen für Blasorchester (1993)
- Konzertanter Prolog für Orchester [auch Blasorchester] (1996)
- Prélude für Blasorchester (2003)
- Trauermusik „Seelenruh“ für Orchester (2010)
- Sächsische Serenade für Blasorchester (2012)
- Wendepunkte 1-9-8-9 [Dramatische Rhapsodie] für Blasorchester (2014)

### Solowerke
- Concertino für Horn und Orchester Nr. 1 (1967) und Nr. 2 (1988)
- Concertino für Klarinette und Orchester (1968)
- Concertino für Klavier und Blasorchester Nr. 1 (1970) und Nr. 2 (1991)
- Ballade für Flügelhorn und Streichorchester (1979)
- Konzert für Trompete und Blasorchester (1987)
- Capriccio Brillante für Posaune und Blasorchester (2003)
- Konzert für Posaune und Orchester (2006)

### Mehrere Soloinstrumente
- Konzert für Bläserquintett, Blechbläser, Kontrabass und Schlagwerk (1972)
- Capriccio für Oboe, Fagott und Streichorchester [auch für Blasorchester] (1985)

### Kammermusik
- 5 Klavierstücke für Kinder (1964)
- Duo für Trompete und Klavier (1964)
- Thema und Variationen für Klavier, Schlagzeug und Kontrabass (1965)
- Bläserquintett Nr. 1 (1965)
- Trio für Violine, Horn und Klavier (1966)
- Capriccio für Horn und Klavier (1966)
- Caprice für Trompete und Klavier (1975)
- Fantasia Concertante für Trompete und Klavier (1984)
- Capriccio für Oboe, Fagott und Klavier (1985)
- 5 Bagatellen für Tuba und Klavier (1988)
- Tänzerische Episoden für 3 Klarinetten und Bassklarinette (1991)
- Bläserquintett Nr. 2 (1991)
- „Windspiele“ für Blechbläserquintett (1999)
- Capriccio brillante für Posaune und Klavier (2004)
- Trauermusik „Seelenruh“ für Streichquartett [auch für Orchester] (2010)
- Kammerkonzert für Posaune und Streichquartett (2012)

### Vokalmusik
- 3 Lieder nach Texten von Werner Hasselmann für Gesang und Klavier (1963)
- Für Mikis Theodorakis. Chanson für Gesang und Klavier (1969), Text: Wolfgang König
- Das Leben steht euch offen. Lied für Gesang und Blasorchester [Klavier] (1982), Text: Helmut Stöhr
- Eine Rose für das Grab. Lied für Bariton und Klavier (1994), Text: Werner Gorges
- Kinderträume. Lied für Chor [Sopran Solo] und Blasorchester (1999), Text: Werner Gorges

## Auszeichnungen
- 1980 Theodor-Körner-Preis
- 1988 Kunstpreis der Gewerkschaften
- 1997 Hoffmann-von-Fallersleben-Medaille
- 2012 Gerhard-Weiser-Plakette der Bundesvereinigung Deutscher Musikverbände